# Sculpture religieuse
La sculpture religieuse est une forme de sculpture qui aborde des thèmes relatifs à la religion. 
La sculpture religieuse renvoie essentiellement aux trois monothéismes. La sculpture de scènes religieuses est très largement répandue dans le monde entier, de l'Europe à l'Asie en passant par l'Amérique. Elle a constitué une très large part de la production artistique des sculpteurs à certaines époques.

## Religions abrahamiques

### Sculpture chrétienne
- Sculpture gothique
- Sculpture de la Renaissance (thèmes sacrés et profanes)
- Trinité (Masaccio)
- Représentation artistique de la Vierge Marie
  - Annonciation
  - Visitation
- Maestà, Vierge en majesté
  - Pietà
- Représentation artistique de Jésus Christ
  - Présentation au temple
  - Vierge à l'Enfant et ses diverses représentations
  - Adoration des mages
- Sainte Famille
- Sainte Trinité
- Cène et la Cène
- La Passion
  - Ecce homo
  - Portement de Croix
  - Crucifixion
  - Descente de croix
  - Résurrection (christianisme)
- Liste détaillée sur Sculpture chrétienne

### Sculpture islamique
S'il n'existe pas d'image dans les œuvres proprement religieuses, comme les Corans, du fait de l'anicônisme de la religion islamique, la représentation des personnages religieux, comme le prophète de l'islam Mahomet ou des anges par exemple, est absolument interdite.